# マーチン・ローリー

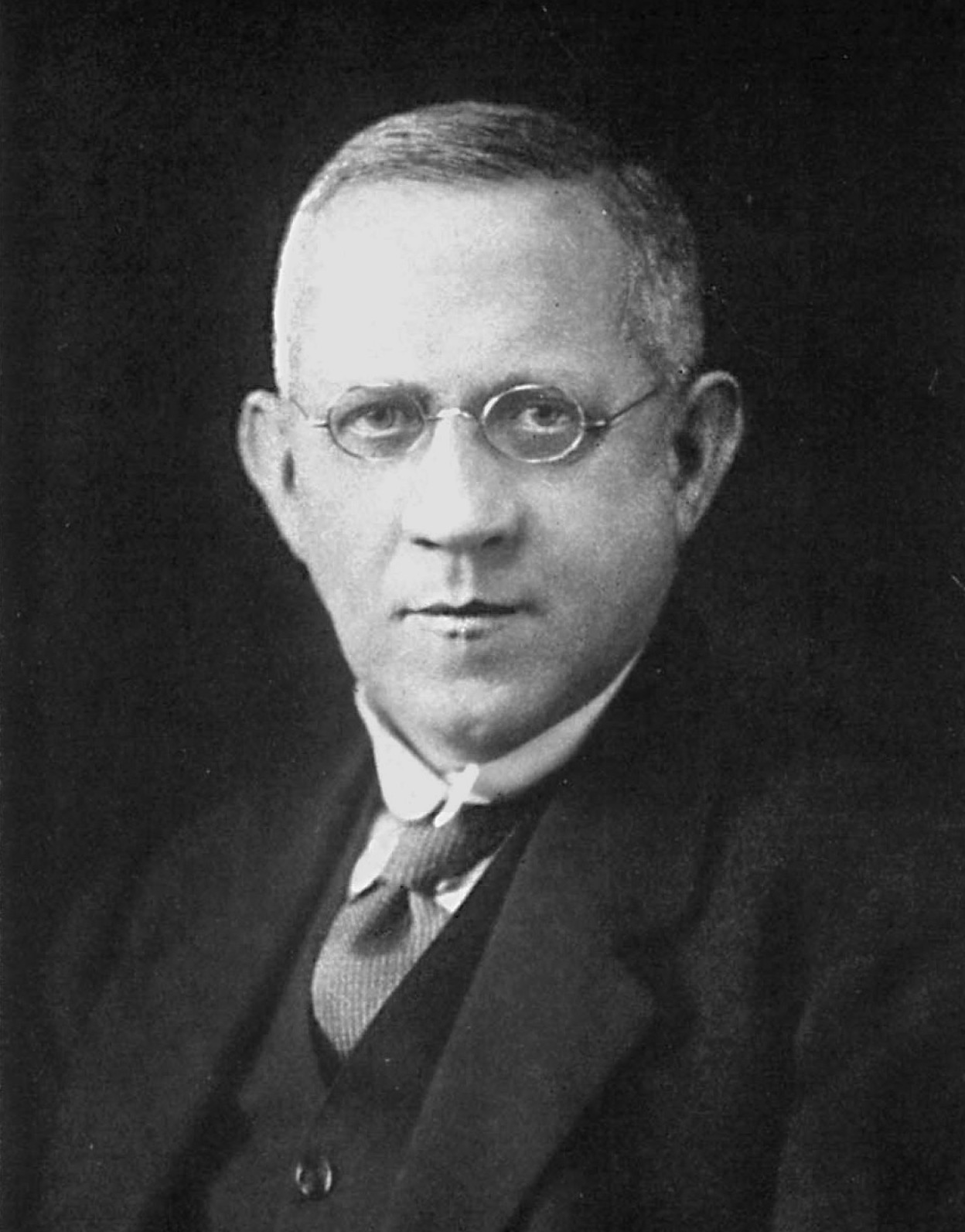
マーチン・ローリー

トマス・マーティン・ローリー（Thomas Martin Lowry, 1874年10月26日 - 1936年11月2日） は、イギリスの化学者。ウェストヨークシャー・ブラッドフォードに生まれる。
有機化学、水溶液中のイオンの特性を研究したヘンリー・アームストロング（en:Henry Edward Armstrong）の元で化学を学んだ。
1896年にアームストロングの助手になり、1898年, ニトロ-d-カンフル (nitro-d-camphor) の旋光性 が時間とともに変化することを示し、この現象を変旋光 (mutarotation) と名付けた。1906年にウェストミンスター・トレーニング・カレッジの化学の講師になり、1912にGuy's Hospital Medical Schoolの化学部長、1913年にLondon medical schoolの化学の教授になった。
1914年に王立協会フェローになり、1920年にケンブリッジ大学の物理化学の教授になった。1921年ベーカリアン・メダル受賞。
1923年に、デンマークのブレンステッドと同時に、樟脳の誘導体の旋光性に対する酸と塩基の影響の研究から、プロトンの供与、受容による酸と塩基の定義(ブレンステッド-ローリーの酸塩基理論)を提出した。